# Memorial Inumeráveis
O Memorial Inumeráveis é um memorial virtual em homenagem às vítimas da Covid-19 no Brasil. Pode ser também considerado como como uma obra de arte colaborativa, um exemplo de jornalismo literário e de net-ativismo, uma web-instalação permanente, uma rede de solidariedade organizada pela sociedade civil e uma plataforma digital de jornalismo colaborativo nas redes sociais, entre outras definições.
Em operação desde 2020, reúne esforços poéticos, artísticos e também jornalísticos, não possui fins lucrativos e funciona a partir de um sistema de voluntariado. Estima-se que a plataforma contenha milhares de histórias, escritas por mais de 600 voluntários.
Difundido amplamente no país, o projeto é reconhecido internacionalmente por seu enfoque inovador ao abordar de modo humanizado as mortes por coronavírus no Brasil, sendo notabilizada sua contribuição para a institucionalização da memória cultural sobre a pandemia. É objeto de estudo de pesquisas acadêmicas em diferentes áreas do conhecimento, como na Psicologia, Ciências Sociais, Letras e Comunicação.
Destaca-se sua importância ao registrar histórias de vidas de povos indígenas (essas disponíveis em português e nas respectivas línguas nativas dos homenageados), quilombolas, pessoas da comunidade LGBTQIAP+ e de pessoas com deficiência.

## História
Lançado oficialmente em 30 de abril de 2020, o projeto foi idealizado pelo artista Edson Pavoni, e pelo empreendedor social Rogério Oliveira, junto da jornalista Alana Rizzo. Durante uma conversa entre Pavoni e Oliveira, sobre como os números de fatalidades pela doença no Brasil não bastavam para representar as vidas perdidas, a ideia surgiu como um modo de conectar a sociedade com os valores por trás desses números. Após três semanas, o trabalho de um grupo de oito voluntários foi responsável por lançar o projeto na internet.
Além dessa motivação, havia também o fato de que, no contexto da pandemia do Covid-19, não era possível realizar os tradicionais rituais de despedida dos falecidos, devido a medidas de segurança que buscavam evitar a contaminação do vírus. Assim, o projeto seria um modo de auxiliar as famílias nesse processo de luto.

### Colaboradores
Diversas universidades no Brasil criaram projetos de extensão para contribuir com o Memorial Inumeráveis. Em 2020, o Curso de Comunicação Social-Jornalismo da Universidade Federal de Viçosa (UFV) passou a integrar a da rede de voluntários do Memorial, estabelecendo um projeto de extensão na Universidade chamado Inumeráveis UFV, onde é possível encontrar uma base de dados única do projeto, disponíveis também em vídeo. Foram criados projetos de extensão também no Centro Universitário IESB, em Brasília; na Universidade Federal do Amazonas, em Manaus; e na Universidade Federal do Sergipe, em Aracaju, que produziu vídeos dos tributos traduzidos em Libras, em parceria com a Divisão de Ações Inclusivas (DAIN), a Produtora Audiovisual (PROAV) e o Departamento de Comunicação Social (DCOS).

## Características
Na página inicial do site do Memorial, há uma lista de nomes em ordem alfabética. Ao clicar em um deles, é possível ler um texto a respeito da vida de cada um desses brasileiros, todos vítimas do novo coronavírus. Esses tributos foram escritos por voluntários que entraram em contato com familiares e amigos das pessoas homenageadas, utilizando-se de um método de entrevista e de escrita próprio, desenvolvido pelo projeto, chamado de "método Inumeráveis". Qualquer pessoa pode enviar uma história para ser publicada, basta preencher um formulário. Todas as informações coletadas passam por um processo de checagem sobre sua veracidade.
O método de escrita dos tributos utiliza-se de uma prosa poética para reelaborar o que foi relatado por quem conhecia a pessoa a ser homenageada. Se distancia dos obituários comuns pois "possuem um tom bastante sensível de narrar, onde destacam aspectos particulares da vida dos homenageados". Para Guércio e Cruzeiro, o Memorial pode ser visto como uma como obra de jornalismo literário que se utiliza de “biografemas”, idealizados por Roland Barthes. Para os autores, o Memorial dá importância ao que seria tipicamente considerado como “desimportante”.
Para o pesquisador Filipo Figueira, o método de escrita consiste em apresentar elementos objetivos dos homenageados, como nome completo, idade e local de falecimento; e substituir os números pela narração de relações afetivas e experiências de vida.

## Repercussão
As pesquisadoras Rebeca Neaera Abers e Marisa von Bulow, da Universidade de Brasília, enquadram o Memorial Inumeráveis como uma das muitas das redes de solidariedade que se expandiram no Brasil durante a pandemia. As pesquisadoras apontam que o tamanho da mobilização das organizações da sociedade civil não era observada no Brasil desde a campanha contra a fome organizada por Betinho na década de 1990.
Em 10 de maio de 2020, Dia das Mães, o Inumeráveis estampou a capa do jornal de circulação nacional O Globo, descrita como "a mais emotiva e humana homenagem que a imprensa brasileira poderia ter feito aos brasileiros vitimados pela pandemia do coronavírus.” Nesse dia, que encerrava a semana em que o Brasil ultrapassava a marca de 11 mil mortes por COVID-19, a emissora Globo iniciou um novo quadro no seu programa dominical, o Fantástico. Nele, célebres atores e atrizes da emissora narravam histórias de vidas de vítimas da COVID-19, que foram coletadas e tratadas inicialmente pelo Memorial Inumeráveis. Cris Vianna, Henri Castelli, Ângela Vieira, Edson Celulari, Sophie Charlotte e Renato Góes foram alguns dos atores que participaram do quadro. Segundo Sena, Venera e Nart, essa iniciativa colaborou para "comunicar sentidos de vida, que não se resumem a números, mas ganham a imagem de uma identidade in memorian."
Segundo a pesquisadora Eduarda Manzoni Vieira, o Inumeráveis é um exemplo de como a estética da narrativa de promoção da emoção é "empregada para despertar afetos e construir a memória coletiva em relação ao acontecimento da COVID-19". Além disso, ela ressalta como "a plataforma exercita, em alguns aspectos, o que o jornalismo propriamente faz, como por exemplo, o papel testemunhal."
Para a pesquisadora Janaina Dias Barcelos, "o Inumeráveis pode ser, além de uma homenagem em forma de narrativa, a chance de exercer o direito de chorar, de chorar publicamente". Em diálogo com Judith Butler, Barcelos aponta como essa ação pode se tornar um ato político.
Segundo as pesquisadoras Isabella Gonçalves e Luísa Campos Batista, é possível compreender o fenômeno da memória participativa a partir da atuação do Memorial Inumeráveis, que se insere em um cenário de disputas narrativas sobre a pandemia do novo coronavírus no Brasil, auxiliando o combate ao negacionismo da ciência e à banalização da morte. Para Dourado, Stengel, et al. "a importância do Projeto Inumeráveis corresponde ao trabalho de luto descrito por Freud, em que o indizível da dor pode de alguma forma ser materializado pela linguagem, possibilitando a realização da perda e a abertura para novas possibilidades de vínculos afetivos."

## Desenvolvimentos
No dia 1º de maio de 2021, o Coletivo Performers sem Fronteiras, realizou a leitura de histórias de vida perdidas na pandemia, coletadas pelo Inumeráveis. Durante 13 horas, do pôr do sol do dia 1º de maio ao nascer do sol do dia 2, foram lidos 2123 nomes, em ordem alfabética (letras A e B). A ação performática foi repetida no dia 14 de junho de 2021, a partir das 20h30 até às 4h30, na abertura do XI Congresso da ABRACE (Associação Brasileira em Pesquisa e Pós-Graduação em Artes Cênicas). As duas ações fazem parte do projeto "Cada número é o amor de alguém", realizado pelo Grupo de Pesquisa “Práticas performativas contemporâneas” da UNIRIO/UFRJ.
O Inumeráveis inspirou diversos outros projetos artísticos, sendo o mais conhecido a canção "Inumeráveis", de Bráulio Bessa e interpretada originalmente por Chico César.

## Figuras públicas homenageadas pelo Inumeráveis
- Paulo Gustavo, ator brasileiro.[44]
- Aldir Blanc, letrista, compositor, cronista e médico brasileiro.[45]
- Wirimi Tsamia Tsamia, líder superior dos guerreiros do povo indígena Kokama.[46][22][47][48]
- Daisy Lúcidi, atriz, política e radialista brasileira.[45]
- Daniel Azulay, artista brasileiro.[49]
- Aldevan Baniwa, pesquisador, escritor e ativista indígena brasileiro.[50]
- Poani Higino Pimentel Tenório, líder Tuyuka, professor, pesquisador, artesão, escritor e tradutor.[51][52]
- Amâncio Ikõ Munduruku, professor e líder do povo Munduruku.[53][54]
- Aruká Juma, último homem do povo Juma.[55][56]
- Domingos Mãhörõ, cacique da etnia xavante da terra indígena Sangradouro (MT).[57]
- Arnaldo Anselmo de Oliveira, líder comunitário de Nova Constituinte (BA).[58]